# Rick Heinrichs
Rick Heinrichs (...) è un produttore cinematografico e scenografo statunitense.
Ha ricevuto l'Oscar alla migliore scenografia nel 2000 e altre due volte ha ottenuto la nomination ai Premi Oscar nella stessa categoria: nel 2005 e nel 2007. Nel 2000 ha vinto anche il Premio BAFTA.
È stato uno dei primi collaboratori di Tim Burton, avendo prodotto il suo cortometraggio Frankenweenie nel 1984 e molti altri dei suoi primi lavori.

## Filmografia
- Fargo, regia di Joel  Coen (1996)
- Il grande Lebowski, regia di Joel ed Ethan Coen (1998)
- Il mistero di Sleepy Hollow (Sleepy Hollow), regia di Tim Burton (1999)
- Planet of the Apes - Il pianeta delle scimmie (Planet of the Apes), regia di Tim Burton (2001)
- Hulk, regia di Ang Lee (2003)
- Lemony Snicket - Una serie di sfortunati eventi (Lemony Snicket's A Series of Unfortunate Events), regia di Brad Silberling (2004)
- Pirati dei Caraibi - La maledizione del forziere fantasma (Pirates of the Caribbean: Dead Man's Chest), regia di Gore Verbinski (2006)
- Pirati dei Caraibi - Ai confini del mondo (Pirates of the Caribbean: At World's End), regia di Gore Verbinski (2007)
- Wolfman (The Wolfman), regia di Joe Johnston (2010)
- Captain America - Il primo Vendicatore (Captain America: The First Avenger), regia di Joe Johnston (2011)
- Dark Shadows, regia di Tim Burton (2012)
- Big Eyes, regia di Tim Burton (2014)
- Star Wars: Gli ultimi Jedi (Star Wars: The Last Jedi), regia di Rian Johnson (2017)
- Dumbo, regia di Tim Burton (2019)
- Glass Onion: Knives Out (Glass Onion: A Knives Out Mystery), regia di Rian Johnson (2022)